# Arcadia Machine and Tool
Arcadia Machine & Tool, Inc. (сокращённо AMT) — американская компания, основанная в 1969 году Гарри В. Сэнфордом.
Первоначально компания называлась «Automag Corp.» (АМС). Спустя несколько лет компания обанкротилась, и была частично куплена компанией «Tomas Oil Company». Под именем «TDE» компания продолжила сборку огнестрельного оружия, а позже начала его производство. Компания базировалась в Северном Голливуде, но переехала в город Эль-Монте, штат Калифорния, вскоре после переименования её в «TDE». Сэнфорд, «отец-основатель» компании, выкупил её, уже под именем АМТ, в 1985 году.
Компания, в основном, известна своими крупнокалиберными пистолетами AutoMag. Она также производит ряд малокалиберных винтовок из нержавеющей стали, среди которых охотничье ружьё калибра .22 WMR (Винчестер Магнум кольцевого воспламенения) для охоты на мелкую дичь.
Компания обанкротилась в 1999 году, и активы и торговая марка были приобретены IAI (Irwindale Arms Incorporated).

## Пистолеты производства АМТ
- AMT Baby AutoMag — самозарядный пистолет.
- AMT AutoMag — самозарядный пистолет большого калибра. Был разработан в 1966—1971 годах. Пистолеты были дорогостоящими и боеприпасы не были доступными, что привело к банкротству AutoMag в 1982 году. Репутация и внешность пистолета сделали его популярным в кино и романах.
- AMT AutoMag 2 — самозарядный пистолет под патрон .22 WMR. Пистолеты выпускаются со стволом длиной 150 мм, 110 мм и 85,7 мм.
- AMT AutoMag 3 — самозарядный пистолет, разработанный Гарри Сэнфордом. AutoMag 3 стреляет патронами .30 Carbine, которые во время Второй мировой войны были предназначены для карабина M1 Carbine и 9мм Winchester Magnum. Пистолет изготовлен из нержавеющей стали и имеет 8-зарядный магазин.
- AMT AutoMag 4 — самозарядный пистолет большого калибра, созданный Гарри Сэнфордом. Оружие стреляет патронами .45 Winchester Magnum, но одно время оно было под патрон 10мм iAi Magnum. AutoMag 3 изготовлен из нержавеющей стали и имеет 7-зарядный магазин.
- AMT AutoMag 5  — самозарядный пистолет большого калибра, разработанный Гарри Сэнфордом. AutoMag 5 стреляет патронами .50 Action Express. Пистолет имеет 7-зарядный магазин и сделан как и все пистолеты AMT из нержавеющей стали.
- AMT AutoMag 440 — самозарядный пистолет.
- AMT Backup — самозарядный пистолет. Ранний вариант был разработан под патрон .380 ACP в Эль-Монте, штат Калифорния, после чего производство было передано AMT. Пистолет выпускается под патроны .22LR, .380 ACP, .38 Super, 9×19 мм, .357 SIG, .40 S&W, .400 Corbon и .45 ACP.
- AMT Hardballer — самозарядный пистолет под патрон .45 ACP, клон Colt M1911. Разработан в 1977 году. Отличается от M1911 тем, что полностью сделан из нержавеющей стали, наличием регулируемого целика и удлинённым предохранителем. Пистолет имеет несколько вариантов:

AMT Combat Government был разработан в качестве спортивного пистолета. Выпускается с фиксированными и регулируемыми прицельными приспособлениями.
AMT Hardballer Longslide — версия со стволом длиной 178 мм.
AMT Skipper — компактная версия Hardballer.
AMT Commando — пистолет с длиной ствола 127 мм. Оружие было улучшено и стало представлять собой компактную модель с длиной ствола 102 мм.
AMT Accelerator — пистолет под патрон 0,400 Condor и со стволом длиной 178 мм.
AMT Javelina — пистолет под патрон 10мм Auto и с 8-зарядным магазином.
- AMT On Duty — самозарядный пистолет.
- AMT Skipper — пистолет, копия Colt Combat Commander. Помимо основной модели AMT Skipper, также выпускается модификация AMT COMBAT Skipper, отличающаяся длиной ствола.